# 5+2產業創新計畫
5+2產業創新計畫是蔡英文政府為了加速台灣產業升級與產業結構轉型，由行政院推出振興經濟措施，追求永續發展的經濟新模式。包含「智慧機械」、「亞洲矽谷」、「綠能科技」、「生醫產業」、「國防產業」、「新農業」及「循環經濟」等領域之發展。